# Sphenomorphus kitangladensis
Sphenomorphus kitangladensis este o specie de șopârle din genul Sphenomorphus, familia Scincidae, descrisă de Brown 1995. A fost clasificată de IUCN ca specie cu risc scăzut. Conform Catalogue of Life specia Sphenomorphus kitangladensis nu are subspecii cunoscute.